# Guadalupe Itala
Guadalupe Itala är en ort i Mexiko.   Den ligger i kommunen Chilón och delstaten Chiapas, i den sydöstra delen av landet, 800 km öster om huvudstaden Mexico City. Guadalupe Itala ligger 1 247 meter över havet och antalet invånare är 103.
Terrängen runt Guadalupe Itala är kuperad. Runt Guadalupe Itala är det glesbefolkat, med 16 invånare per kvadratkilometer. Närmaste större samhälle är Ocosingo, 19,8 km öster om Guadalupe Itala. I omgivningarna runt Guadalupe Itala växer i huvudsak städsegrön lövskog.